# Hexamethylpentan
Hexamethylpentan ist ein symmetrisch gebauter aliphatischer Kohlenwasserstoff und eines von 159 Strukturisomeren des Undecans. Die Verbindung enthält drei quartäre Kohlenstoffatome, wobei das mittlere Kohlenstoffatom mit zwei Methyl- und zwei tert-Butylgruppen substituiert ist. Die Verbindung wurde erstmals 1983 von Christoph Rüchardt beschrieben.

## Darstellung
Die Darstellung kann durch Umsetzung von 2-Chlor-2,3,3-trimethylbutan  mit tert-Butyllithium oder vorteilhafter durch Hydrierung von 1,1-Di-tert-butylcyclopropan erfolgen. Letztere Synthese erfolgte bei 50 °C mit einer Ausbeute von 69 %, die Verbindung ist also trotz ihrer sehr dichten Substituierung am Rückgrat recht stabil. Erhalten wurde die Substanz dabei als farbloser, glasartiger Feststoff mit einem Schmelzpunkt von 64–66 °C.

## Externe Links zu erwähnten Verbindungen
1. ↑  Externe Identifikatoren von bzw. Datenbank-Links zu 2-Chlor-2,3,3-trimethylbutan:  CAS-Nr.: 918-07-0, PubChem: 70192, Wikidata: Q83120976.